# Pawel Grigorjewitsch Demidow

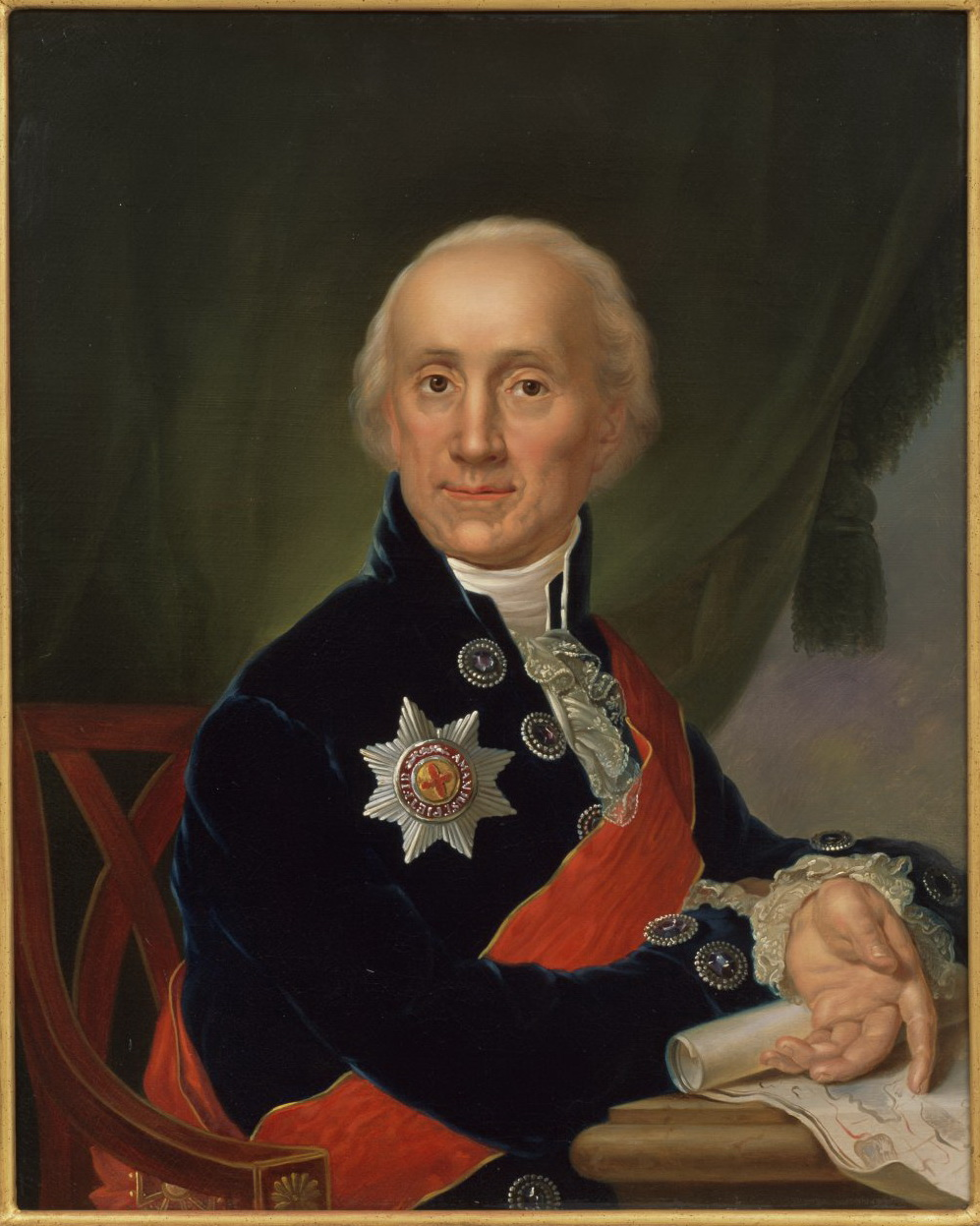
Pawel Grigorjewitsch Demidow (etwa 1800)

Pawel Grigorjewitsch Demidow (russisch Павел Григорьевич Демидов; * 29. Dezember 1738jul. / 9. Januar 1739greg.; † 1. Julijul. / 13. Juli 1821greg. im Dorf Leonowo an der Jausa (jetzt ein Moskauer Park)) war ein russischer Privatgelehrter und Mäzen.

## Leben

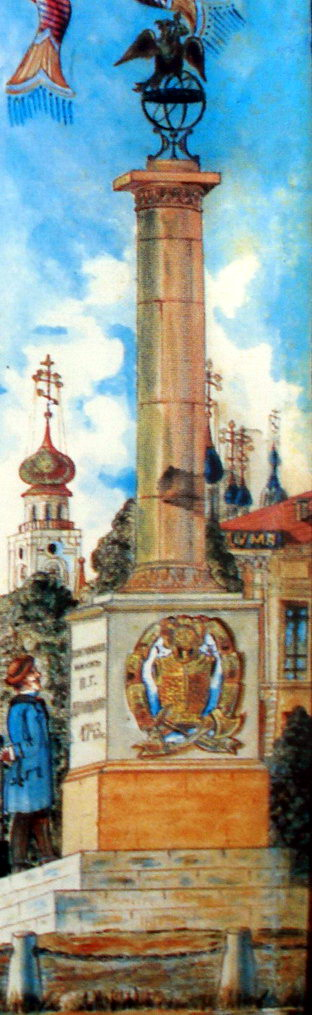
Demidow-Säule, Jaroslawl (G. P. Sabanejew, 1904)

Demidow war der Sohn Grigori Akinfijewitsch Demidows und Enkel Akinfi Nikititsch Demidows. Demidow erhielt in Reval Privatunterricht bei Professor Sigismund. Darauf studierte er an der Universität Göttingen Naturwissenschaften bei Albrecht von Haller, Johannes Gessner, Johann Andreas von Segner und Tobias Mayer bis 1755. Dann studierte er in Freiberg ein Jahr lang Metallurgie bei Hofmann und Chemie und Mineralogie bei Christlieb Ehregott Gellert sowie die Praxis der Erzförderung und Verhüttung. Er bereiste die Schweiz, Italien und Frankreich. In Glasgow erhielt er das Bürgerrecht. In Schweden studierte er die Silbergewinnung sowie die Eisen- und Kupfererze. Er lernte Carl von Linné kennen, dessen Vorlesungen er an der Universität Uppsala hörte. Auch hörte er die Vorlesungen über Chemie und Mineralogie von Johan Gottschalk Wallerius.
Im September 1761 kehrte Demidow nach Russland zurück. Zwei Monate später starb sein Vater. Demidow erbte die Hüttenwerke Kambarka, Roschdestwenski und Utkinsk im Ural, deren Geschäftsführung er seinen Brüdern Alexander und Pjotr übergab. Schließlich verkaufte er ihnen seine Werke. Demidow betätigte sich weiter wissenschaftlich und studierte das Bergbauwesen. 1763 besuchte er Tula, St. Petersburg, Schlüsselburg und Staraja Ladoga. Im gleichen Jahr heiratete er die verwitwete Anna Nikolajewna Sibirska geborene Glebowa (1725–1766). Ihr erster 1742 verstorbener Mann Jakow Wassiljewitsch Sibirski war ein Nachkomme Kütschüm Khans. Beide Ehen waren kinderlos.
1772 wurde Demidow in die von Iwan Iwanowitsch Melissino 1771 an der Universität Moskau gegründete Literatur- und Wissenschaftsgesellschaft Freie Russische Versammlung gewählt. Im gleichen Jahr fuhr er zu Heilbehandlungen nach Deutschland, Frankreich und in die Niederlande. Nach seiner Rückkehr begann er einen Briefwechsel mit Georges-Louis Leclerc de Buffon. Er schickte Beschreibungen von Tieren an Linné, der die Tiere in sein Systema Naturae einfügte. 1774 wurde Demidow mit seinen Brüdern durch Ukas Katharinas II. zu Beratern des Bergkollegiums ernannt.

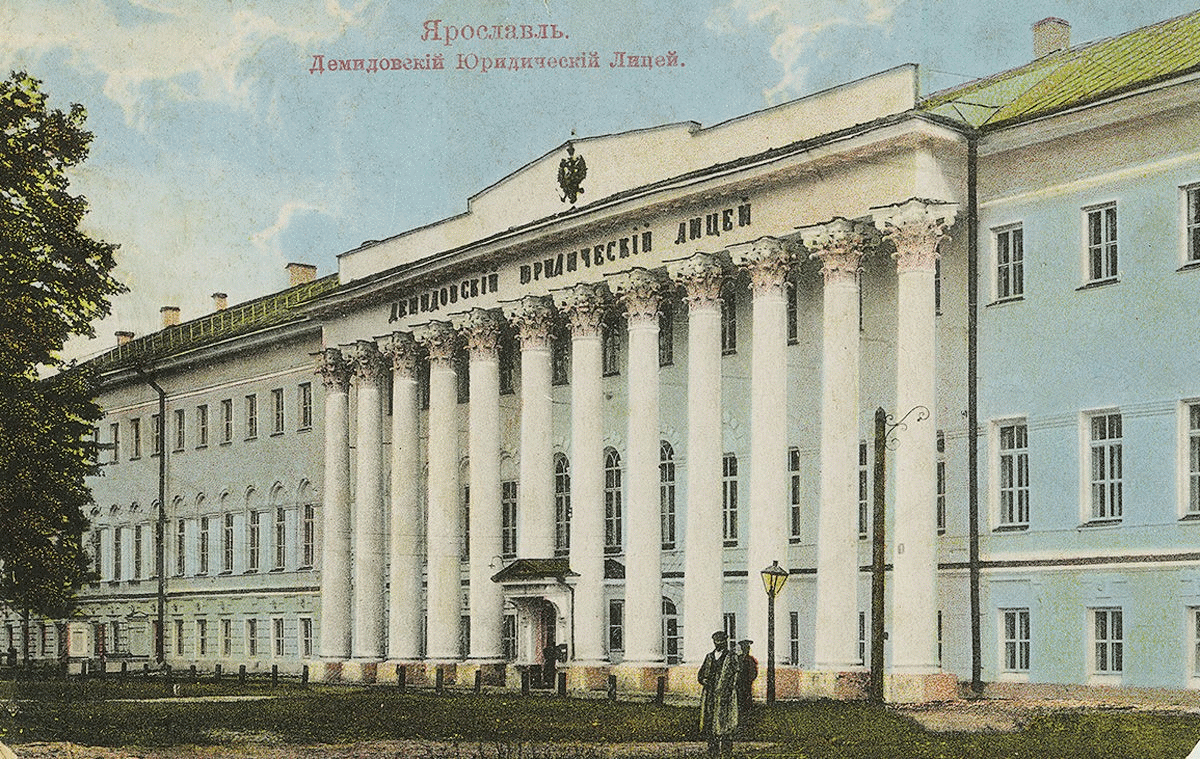
Juristisches Demidow-Lyzeum Jaroslawl (1918 abgerissen)

Als 1802 in dem Manifest Alexanders I. zur Errichtung von Ministerien auch zu Spenden für die Bildung aufgerufen wurde, gehörte Demidow zu den Ersten, die dem Aufruf nachkamen. 1803 stiftete er 3578 leibeigene Bauern im Wert von 300 Rubel pro Kopf und 120.000 Rubel bar für die Gründung einer wissenschaftlichen Hochschule, die als Juristisches Demidow-Lyzeum in Jaroslawl realisiert wurde (jetzt Staatliche Universität Jaroslawl). Im gleichen Jahr übergab Demidow seine naturwissenschaftliche Sammlung mit Bibliothek und 100.000 Rubel der Universität Moskau. Darauf erhielt er den Orden des Heiligen Wladimir I. Klasse. In einer Sitzung des Regierenden Senats erhielt er als Wohltäter für die Wissenschaft eine Goldmedaille mit seinem Porträt. 1805 stiftete er für die Lehre in künftigen Universitäten in Kiew und Tobolsk jeweils 50.000 Rubel. Das Tobolsker Kapital war 1881 auf 190.000 Rubel angewachsen und wurde für die Universität Tomsk eingesetzt. 1805 wurde er zum Wirklichen Staatsrat (4. Rangklasse) ernannt. 1806 stiftete Demidow der Universität Moskau ein Münzkabinett mit einigen Tausend Münzen und Medaillen.
Seine letzten Jahre verbrachte Demidow auf seinem Lieblingslandsitz Leonowo an der Jausa, wo sich jetzt ein Moskauer Park befindet. Begraben wurde Demidow im Andronikow-Kloster an der Jausa.
1829 wurde in Jaroslawl zu Demidows Ehren die Demidow-Säule errichtet, die nach der Oktoberrevolution abgerissen und 2005 neu errichtet wurde. 1851 stifteten die Uraler Bergbaubetriebe das Glinka-Stipendium für das Demidow-Lyzeum. Das Recht, Glinka-Stipendiaten zu benennen, wurde 1859 durch Allerhöchsten Befehl Glinka und seinen Nachkommen verliehen. Gotthelf Fischer von Waldheim nannte zu Ehren Demidows eine Galagos-Art Demidoff-Galago.